# Apából egy is elég (Bűbájos boszorkák)
Az Apából egy is elég a Bűbájos boszorkák című televíziós sorozat első évadjának harmadik epizódja.
Ez az első olyan epizód, amelyben a lányok számára nyilvánvalóvá válik, milyen fontos értéket jelent számukra az Árnyékok Könyve, amelyet a későbbiekben számos warlock és démon próbál majd megszerezni magának. Ezen kívül ez az első epizód, melyben a Halliwell-nővérek édesapja, Victor, valamint Leo is megjelenik. Azzal, hogy új szomszédok költöznek a Prescott Street utcába, a lányok nem is sejtik, mekkora veszély leselkedik rájuk, és az évszázadok mágiáját tartalmazó könyvre egyaránt…

## Cselekmény
|  | Alább a cselekmény részletei következnek! |

Prue, Piper és Phoebe az otthonukkal szemben lévő házba igyekszenek, a lakásavató partira, mivel új szomszédok érkeztek a szomszédságba. Miközben a lányok - főleg Prue és Phoebe - azon vitatkoznak, meddig maradjanak a bulin, nem is sejtik, hogy egy démoni kutya lesi ki őket egy bokor mögül. A házigazdák, Marshall, Frizt és Cynda kedvesen fogadják az újonnan érkezett lánytriót, de a partin megjelenik Prue nem nagy örömére Andy is, s ismét egy újabb meghívással próbálkozik Prue kegyeinek megnyerésével. A zaklatott lány azonban nem tud mit válaszolni, legnagyobb szerencséjére azonban egy Frizt túlságosan lefoglalja a nyomozót, ezért Prue-nak alkalma nyílik rá, hogy meglógjon az összejövetelről. Hazatérve azonban érdekes látványnak lesz tanúja: egy az emeletekre vezető lépcsőn ugató rottweilerrel találja szembe magát. Nagy ijedtségében a legidősebb nővér óvatosan mozogva sértetlenül fut ki a főbejáraton keresztül.
Aznap este a lányok azon morfondíroznak, vajon ki juttathatta be a kutyát a házba, és egyáltalán mi célból. Prue ragaszkodik hozzá, hogy a kutya véletlenül jutott be, ami csakis azért történhetett meg, mert Phoebe - Prue szerint szokásához híven - ismét nyitva felejtette az ajtót.
Másnap az aukciós házban egy középkorú férfi állít be Prue irodájába, s egy gyűrűt nyújt át a lánynak elemzésre. Prue viszonylag hamar rájön, hogy a gyűrű miért is olyan ismerős neki: a férfi ugyanis nem más, mint Victor Halliwell, Prue édesapja, aki annak idején magára hagyta gyermekeit. Prue meglehetősen hidegen, sőt durván fogadja, s azon nyomban a kidobatással fenyegetőzik, Victor mégis megejti, hogy várja lányait vacsorára a következő nap estéjén annak a San Franciscó-i hotelnek az éttermébe, ahol megszállt.
Ebédszünetben Prue beszámol testvéreinek látogatójáról, s két húga közül Phoebe különösen izgatottnak tűnik a hír hallatára, s később fel is keresi apját a hotelban. Rendkívül kínos szituációba keveredik, hiszen édesapja nem tud sok mindent róla, ezért kevésszer rezdülnek meg a hangszálak a két szereplő torkában. Mikor egy nagy ölelésre kerül a sor, Phoebe-t látomás éri arról, amint apja átveszi az Árnyékok Könyvét és vészjóslóan mosolyog.
Egy postás közeledik a Halliwell-házhoz, azonban ahelyett, hogy néhány levelet pottyantana el az épület előtt, kezéből kulcsot varázsolva belép a házba, s rögtön a padlásra siet. Az Árnyak Könyvét lekapja a piedesztálról, és már rohan is kifelé, azonban a könyv nem hajlandó kilépni az utcára, ezért folyton visszadobja magát az előszobába. A viaskodásnak az érkező Prue vet véget, aki előtt a postás Andy alakját veszi fel, s ily módon kimenti magát. Prue azonban észreveszi, hogy az Árnyékok Könyve nincs a szokásos helyén, mi több, az összetört padlásajtón is megrökönyödik. Húgaival közli, hogy Victorra gyanakszik, azonban Phoebe - annak tudatában, hogy elviszi majdan a könyvet -  a védelmére kel, s Piper-rel közlik, hogy el kívánnak menni vacsorázni a férfivel.
A vacsora békésen elkezdődik, bár nagy volumenű eszmecseréről természetesen nem beszélhetünk. Ezalatt Prue-hoz Andy állít be, akinek végre a lány elpanaszolhatja mi is bántja igazán: ő ismeri igazán az apját, így nem engedheti, hogy Piper és Phoebe egy ilyen ember társaságában töltsék az estét, ezért elmegy a szállodába, s félbeszakítja a meghitt estebédet. Victor szándékosan kiteszi a lábát egy pincér elé, mire Piper megfagyasztja az egész éttermet, s a lányok hatalmas meglepetésére Victor közli, hogy tud az erejükről, így hazaindulnak. A Halliwell-házban az alakváltó új szomszédok a testvérek testét felvéve terveket szövögetnek az Árnyékok Könyvének megszerzésével kapcsolatban, amikor megérkezik a valódi Prue, Piper és Phoebe Victor társaságában, varjak képében elhagyják a házat.
A ház nappalijában negédesen elbeszélgetve Victor hirtelen a tárgyra tér: az Árnyékok Könyvéért jött, ahogyan azt Prue is feltételezte, azonban állítása szerint azért, hogy megsemmisítse, s ezáltal megvédje a lányokat a rájuk leselkedő gonosztól. Azonban a beszélgetés lassan veszekedésbe torkollik, előtörnek a régi sérelmek, s végül Prue hatalmas dühében az erejét is használja apja ellen, aki a télikert bejáratánál összeesik a zuhanástól.
Egy szállodabeli beszélgetésből kiderül, hogy Victor nem teljesen mondott igazat, ugyanis a warlocktestvérek megjelennek nála, és egy terv kifundálásán dolgoznak Victorral együtt. Másnap reggel a paprikás hangulatú reggelinél Phoebe elmeséli nővéreinek, mit látott látomásában, később megtalálják apjuk gyűrűjét is, amit előző éjszaka ott felejtett. Victor az utcán arra kéri Phoebe-t, hozza ki a könyvet a házból, mire a lánynak újra látomása lesz, amelyben látja, amint apja átveszi a könyvet, de visszaváltja alakját a szemben lakó Marshalléra, aki Fritz és Cynda társaságában elhagyja a látomás helyszínét.
A Halliwell-ház megtelik emberrel: Fritz és Cynda a házba kerül, miközben Phoebe a padláson megjegyez egy igézetet a varázskönyvből. Mire leér, megérkezik Victor, azonban a következő pillanatban újabb Victor érkezik a színhelyre, s a lányok teljesen megzavarodnak. A két Victor „kortesbeszédéből” a lányok kiderítik, valójában melyikük az igazi Victor Halliwell, s ráhelyezik a gyűrűt, amely megvédi a férfit a később elmondott igézet káros hatásaitól, a warlockokat viszont likvidálják.
Victor a lányok tehetségét és erejét látva belátja, hogy felnőtt lányainak már nincs többé szükségük védelmező apára, mivel meg tudják magukat védeni, s a búcsúzóra el sem jön, helyette az ezermester Leo Wyatt hoz be egy küldeményt, amelyben egy videókazetta található. A kazetta egy a Halliwell-család karácsonyi felvételét tartalmazza, amelyet mindhárom Bűbájos elérzékenyülten megtekint…

## Árnyékok Könyve

### Ellenségek
- Fritz, Marshall és Cynda warlocktestvérek

Annak érdekében, hogy megszerezhessék az Árnyékok Könyvét, a Halliwell-lányok szembeszomszédjainak adják ki magukat, illetve Victor Halliwellt is felhasználják arra, hogy a lányokat legyőzhessék. Alakváltó képességükkel bárki vagy bármi alakját képesek felvenni.

### Igézetek
- Az otthon védelme

Ha ebben a körben, ami az otthon, a biztonság eltűnt és a gonosz bevonult, söpörj ki mindent, s ments meg hármunkat! Halld meg kérésünket!

## Szereplők

### Állandó szereplők
- Prue Halliwell szerepében Shannen Doherty
- Piper Halliwell szerepében Holly Marie Combs
- Andy Trudeau szerepében T. W. King
- Phoebe Halliwell szerepében Alyssa Milano

### Mellékszereplők
- Leo Wyatt (a Halliwell-ház ezermestere) szerepében Brian Krause

### Epizódszereplők
- Marshall szerepében Markus Flanagan
- Fritz szerepében Eric Matheny
- Cynda szerepében Mariah O'Brien
- A postás szerepében James Dineen
- Victor Halliwell szerepében Tony Denison

## Apróságok
- Ez az első és egyben utolsó rész, amelyben a gonosz hozzáérhet az Árnyékok Könyvéhez.
- Ez az egyetlen rész, ahol a lányok édesapjának Victor Halliwell a neve. Később Bennet, majd Bennett lesz a vezetékneve.
- Az epizód végén érkező Leo Wyatt ezermesternek épp Piper nyit ajtót (később belőlük egy határtalan szerelemben élő pár lesz).
- Az epizód végén a lányok megtekintenek egy évtizedekkel korábban készült karácsonyi felvételt, ahol a lányok édesanyját, Patty Halliwellt a Phoebe karakterét alakító Alyssa Milano játssza.
- Ennek az epizódnak egy picit más a főcíme, mint a megszokott: az effektek hiányoznak, Phoebe egyik snittje más és a vége felé lévő snitt a macskáról, nincs összemosva.

## Az epizód címe más nyelveken
- angol: Thank You For Not Morphing (Köszönjük, hogy nem alakulsz át)
- francia: Au nom du père (Apa nevében)
- olasz: L'anello magico
- portugál: Agradeço-te que Não Mudes de Forma